# Abraxas flavipalliata
Abraxas flavipalliata là một loài bướm đêm trong họ Geometridae.